# Muhammad II
Muhammad II fut le cinquième roi de l'Empire Bahmanide sur lequel il régna de 1378 à 1397.
Après avoir assassiné Daud I qui avait lui-même assassiné Mujahid, le frère de Ruh Parwar, cette dernière plaça Muhammad, le frère de Daud I, sur le trône. Son règne fut l'un des plus paisibles de l'histoire de l'Empire Bahmanide. Étant donné qu'il n'avait pas de fils, il adopta Firoz Shah et Ahmad I. Il eut plus tard un fils, Shams-ud-din Daud Shah II, qui lui succéda à sa mort, en 1397.

## Sources
- http://www.indhistory.com/bahamani-dynasty.html